# Trois chansons russes
Les Trois chansons russes op. 41 sont trois chansons du pianiste et compositeur russe Sergueï Rachmaninov pour chœur et orchestre, composées en 1926. Elles constituent la deuxième composition « américaine » de Rachmaninov, après son 4e concerto pour piano. Elles sont créées le 18 mars 1927, le même soir que le 4e Concerto pour piano, et reçoivent un grand succès, après l'accueil désastreux du nouveau concerto.

## Trois chansons russesop.41

### Au-dessus d'un ruisseauop.41no1
La première des Trois chansons russes. Composée d'un chœur d'hommes et d'un orchestre.

### Oh, Vanka, quelle forte tête tu es!op.41no2
La deuxième des Trois chansons russes. Composée d'un chœur de femmes et d'un orchestre.

### Blanchissez, mes joues!op.41no3
La troisième des Trois chansons russes. Composée d'un chœur mixte et d'un orchestre.

## Discographie
Rachmaninov a enregistré la troisième des chansons dans un arrangement pour piano et voix, Powder and Paint (en anglais) avec la mezzo tzigane Nadejda Plevitskaïa.